# Бельг
Бельг (нем. Belg) — община в Германии, в земле Рейнланд-Пфальц.
Входит в состав района Рейн-Хунсрюк. Подчиняется управлению Кирхберг. Население составляет 138 человек (на 31 декабря 2010 года). Занимает площадь 4,79 км².

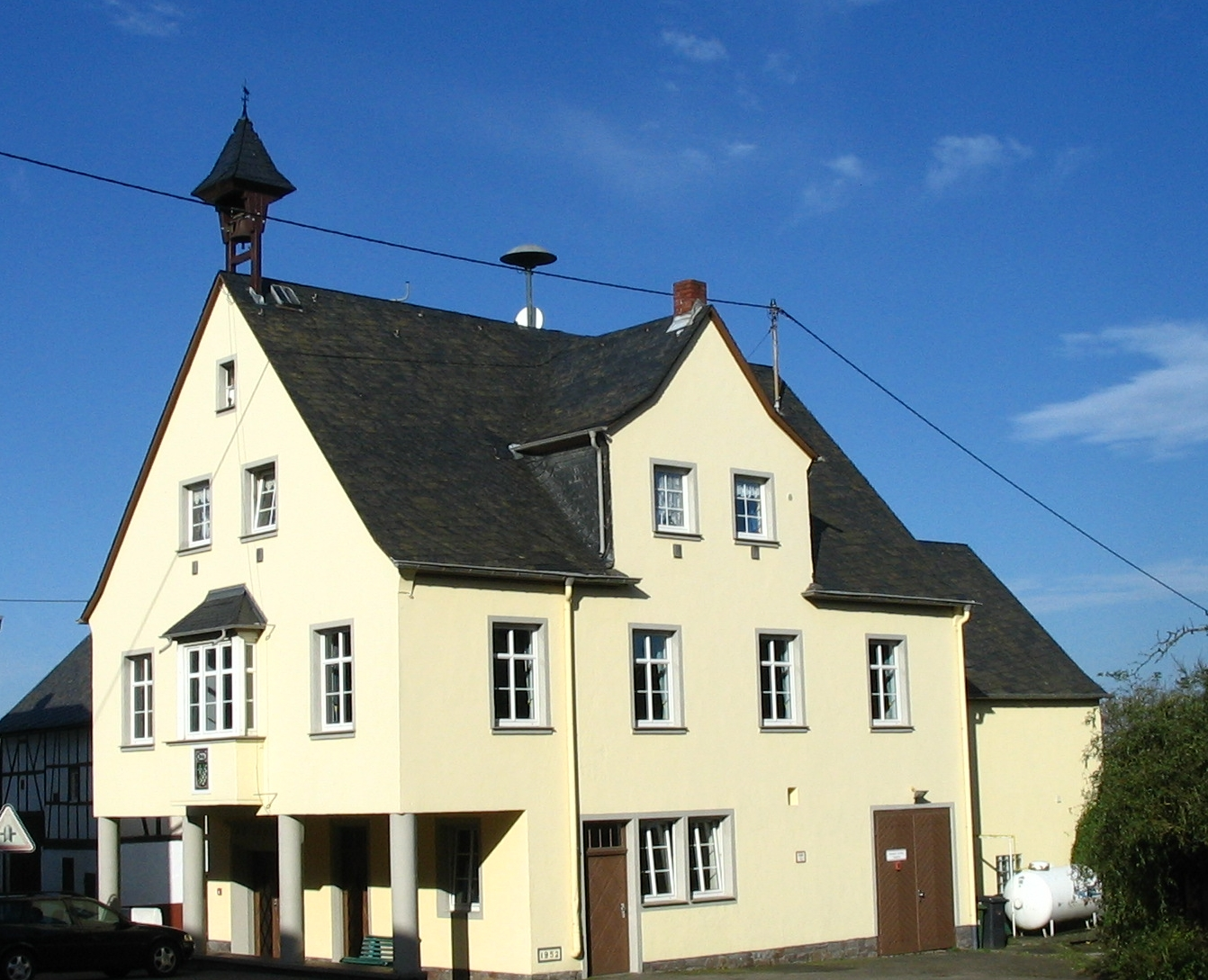
Бельг